# Pristurus minimus
Pristurus minimus är en ödleart som beskrevs av  Arnold 1977. Pristurus minimus ingår i släktet Pristurus och familjen geckoödlor. IUCN kategoriserar arten globalt som livskraftig. Inga underarter finns listade i Catalogue of Life.